# Potentia (Picè)
Potentia (grec antic: Ποτεντία) va ser una ciutat del Picenum a la costa de la mar Adriàtica a la boca del riu Potentia (Potenza) a uns 25 km al sud d'Ancona.
L'any 184 aC s'hi va establir una colònia romana segurament sobre un poblat ja existent dels picentins; la colònia es va dir Potentia i es va crear al mateix temps que Pisaurum a l'Úmbria, segons Titus Livi. No va tenir mai gaire importància. Ciceró esmenta un terratrèmol que es va produir a la regió a mitjan segle i aC. Apareix a totes les referències romanes durant l'Imperi, i en parlen Estrabó, Pomponi Mela, Plini el Vell, Claudi Ptolemeu i l'Itinerari d'Antoní i la Taula de Peutinger. El Liber Coloniarum diu que va rebre un nou cos de colons però no se sap en quin momnt. No consta que el rang colonial encara fos vigent al segle ii.
Al segle iv va ser la seu d'un bisbe. Va ser destruïda i despoblada, però no se sap en quin moment. El seu lloc l'ocupa modernament una abadia anomenada Santa Maria a Potenza a 1 km de Porto di Recanati.